# Elección municipal de San Salvador de 1997
La elección municipal de San Salvador de 1997 se llevó a cabo el día domingo 16 de marzo de 1997, en ella se eligió el alcalde de San Salvador para el período 1997 - 2000. El resultado final fue la victoria para Héctor Silva del partido FMLN, luego de derrotar en las urnas al candidato Mario Valiente de ARENA.